# ریجمونت
ریجمونت (به انگلیسی: Ridgmont) یک روستا و محله مدنی در بریتانیا است که در Central Bedfordshire واقع شده‌است. ریجمونت ۴۱۱ نفر جمعیت دارد.